# Stiftelsen Övralid

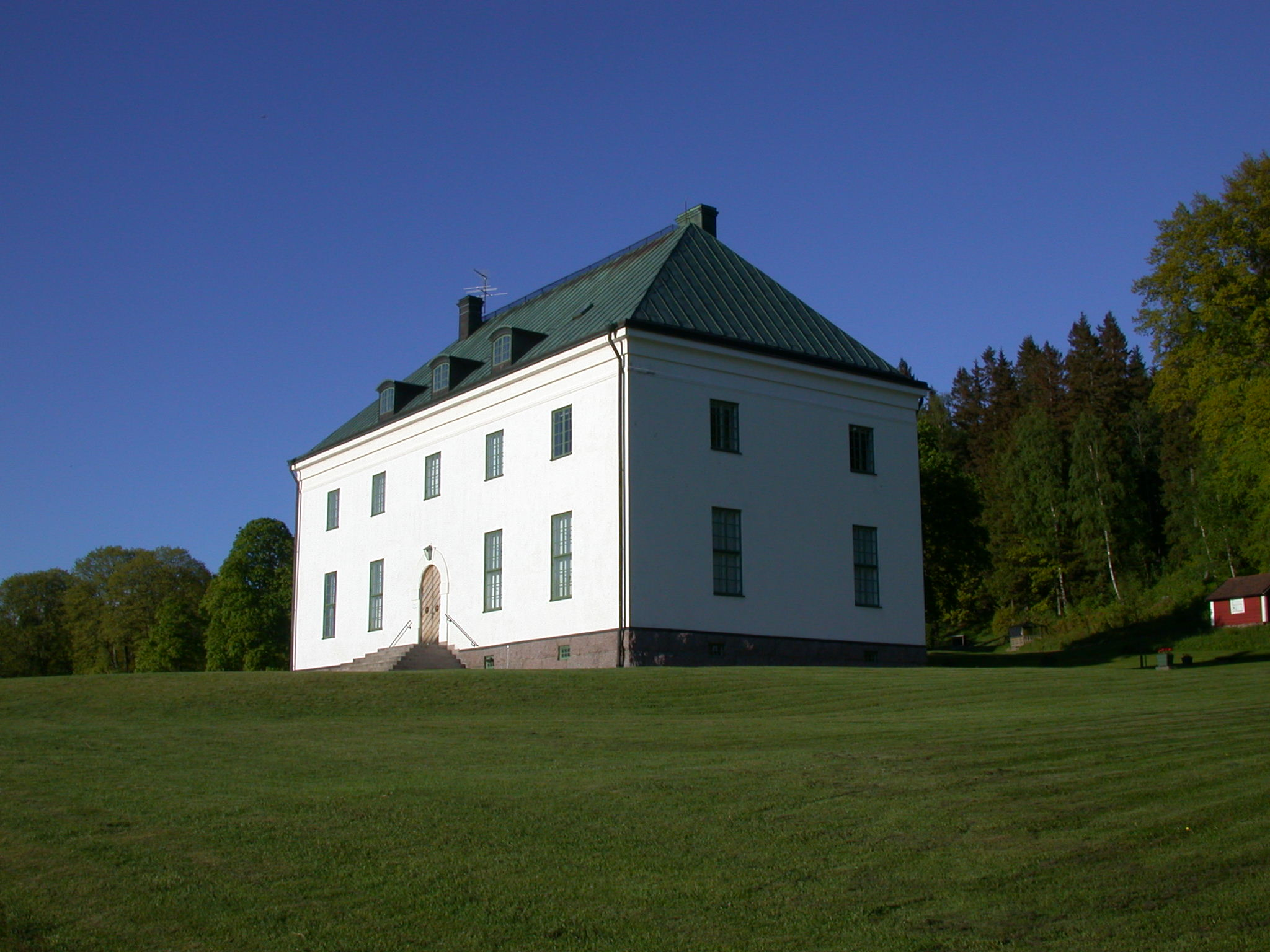
Herrgården Övralid.

Stiftelsen Övralid bildades för att förvalta Verner von Heidenstams (1859–1940) egendom, Övralid, och resten av hans kvarlåtenskaper. Varje år den 6 juli, på Heidenstams födelsedag, delar stiftelsen ut Övralidspriset till en författare eller en forskare inom humaniora. Stiftelsen anordnar också ett med jämna mellanrum återkommande populärvetenskapligt Övralidssymposium.
Ordförande i styrelsen är 2016 Elisabeth Nilsson, landshövding i Östergötland

## "Heidenstam: hans tid, teman och texter"
Styrelsen finansierar sedan 2002 en doktorandtjänst (med tillsättning vart femte år) vid Linköpings universitet, med namnet "Heidenstam: hans tid, teman och texter". Syftet är att bedriva humanistisk forskning kring den period då Heidenstam levde och verkade. 
Avhandlingar
- Nyblom, Andreas (2008). Ryktbarhetens ansikte: Verner von Heidenstam, medierna och personkulten i sekelskiftets Sverige. Linköping studies in arts and science, 0282-9800 ; 433. Stockholm: Atlantis. Libris 10839828. ISBN 978-91-7353-250-1
- Källstrand, Gustav (2012). Medaljens framsida: Nobelpriset i pressen 1897–1911. Linköping studies in arts and science, 0282-9800 ; 559. Stockholm: Carlsson. Libris 12747346. ISBN 978-91-7331-531-9